# Olivia O'Lovely
Olivia O'Lovely (Santa Fe, 26 september 1976), echte naam Sabina Olivia Mardones, is een Amerikaans model en voormalig pornoactrice, woonachtig in Moreno Valley. Haar etnische achtergrond is Italiaans, Spaans, Chileens en Frans.
Ze begon haar carrière als stripper in Californië gedurende zeven jaar. Sinds 2002 verscheen ze in meer dan tweehonderd pornofilms. Ze doet ook lesbische en anale scènes.
Ze is openlijk biseksueel en heeft een verhouding gehad met collega-pornoster Flower Tucci, met wie ze overigens in veel scènes heeft samengespeeld.

## Films (selectie)
- Barrio Bitches (2012)
- Fill Me Up with Your Black Cock (2012)
- Make It Hurt (2011)
- Her Fantasy First D.P. Experience (2010)
- Race Relations 2 (2010)
- Asses of Face Destruction 6 (2009)
- Deep in the Valley (2009) - reguliere film
- Battle of the Bootys (2009)
- Playgirl: Games of Love (2009)
- Ratko: The Dictator's Son (2009) - reguliere film
- Diesel Dongs 6 (2008)
- Muy Caliente! 4 (2008)
- Squirting Vaginas 2 (2008)
- Juicy Latin Coochie (2008)
- Anytime Girls (2007)
- Big Butt Latin Maids 1 (2007)
- Black Cock Addiction 3 (2007)
- Dirty Tortilla (2007)
- Latin Adultery 4 (2007)
- My Dirty Mexican Maid (2007)
- Pussy Party 24: Assalicious (2007)
- Squirting with the Stars 3 (2007)
- Tijuana Trash (2007)
- Young, Hot & Bothered 2 (2007)
- Latin Booty Worship (2006)
- Latin Love Dollz (2006)
- No Man's Land: Latin Edition 8 (2006)
- Deported Tres Equis XXX Spicy Latinas (2005)
- If It Ain't Black Take It Back 3 (2005)
- Latina Cum Queens 2 (2005)
- Pussy Cocked & Loaded (2005)
- Squirting 101 9 (2005)
- Strapon-Toyz (2005)
- Sucky Fucky (2005)
- All Girl Pussy Party 3 (2004)
- Debbie Does Dallas: East vs. West (2004)
- Drop Sex 2 (2004)
- Flirtin' & Squirtin' (2004)
- She Got Ass (2004)
- Girls Night Out in Tijuana (2004)
- Summer Mischief (2003)
- Mandingo (2002)

## Prijzen en nominaties
- 2005 AVN Award nominee - Best Threeway Sex Scene - Drop Sex 2 (gedeeld met Manuel Ferrara & Mario Rossi)
- 2006 AVN Award nominee - Best Threeway Sex Scene - She Got Ass, West Coast Productions (gedeeld met Angel Eyes & Mr. Marcus)